# Zdravka Jordanova

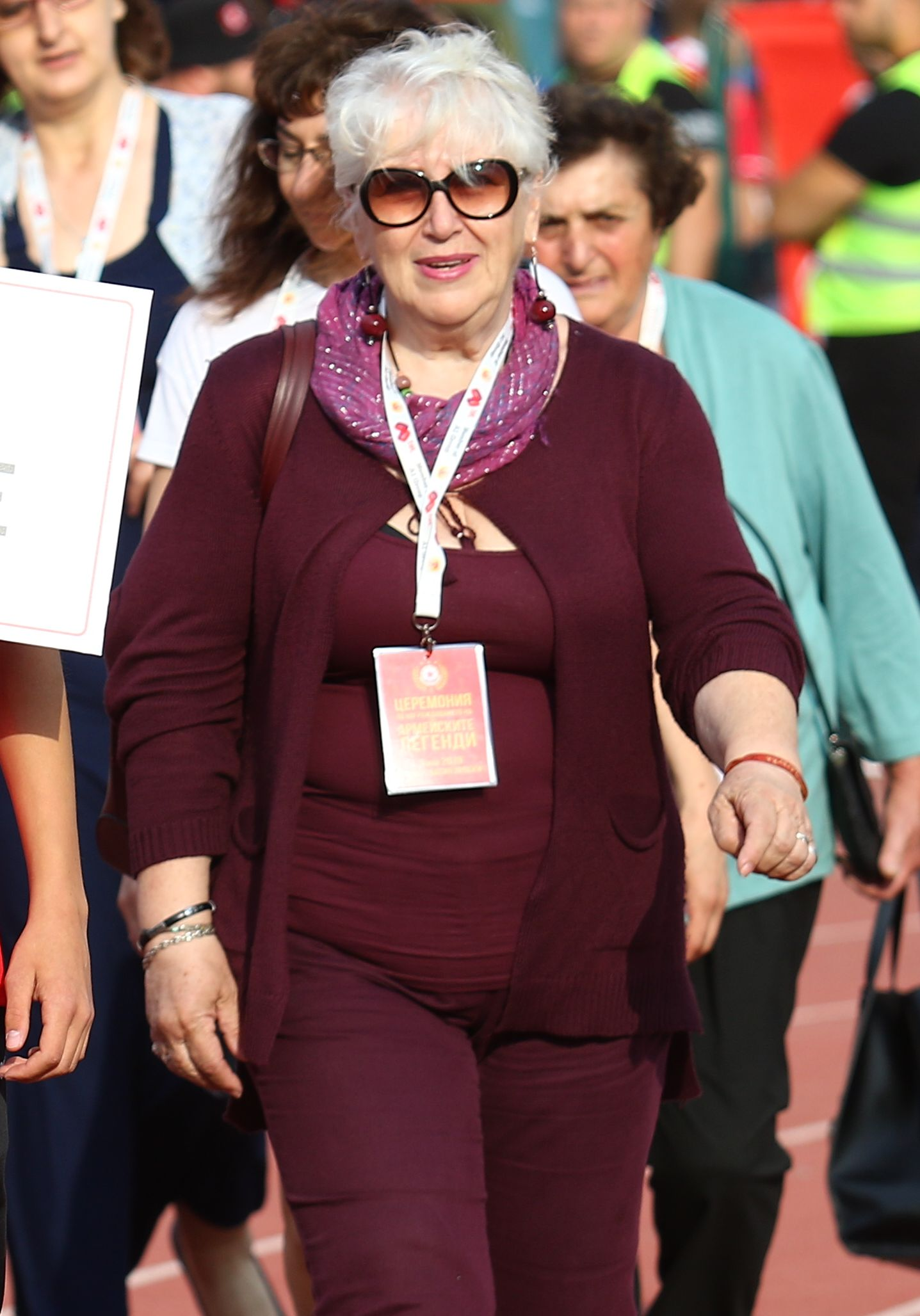
Zdravka Jordanova

Zdravka Jordanova (bulgariska: Здравка Йорданова), född den 9 december 1950 i Sofia i Bulgarien, är en bulgarisk roddare.
Hon tog OS-guld i dubbelsculler i samband med de olympiska roddtävlingarna 1976 i Montréal.